# Solfato di nichel

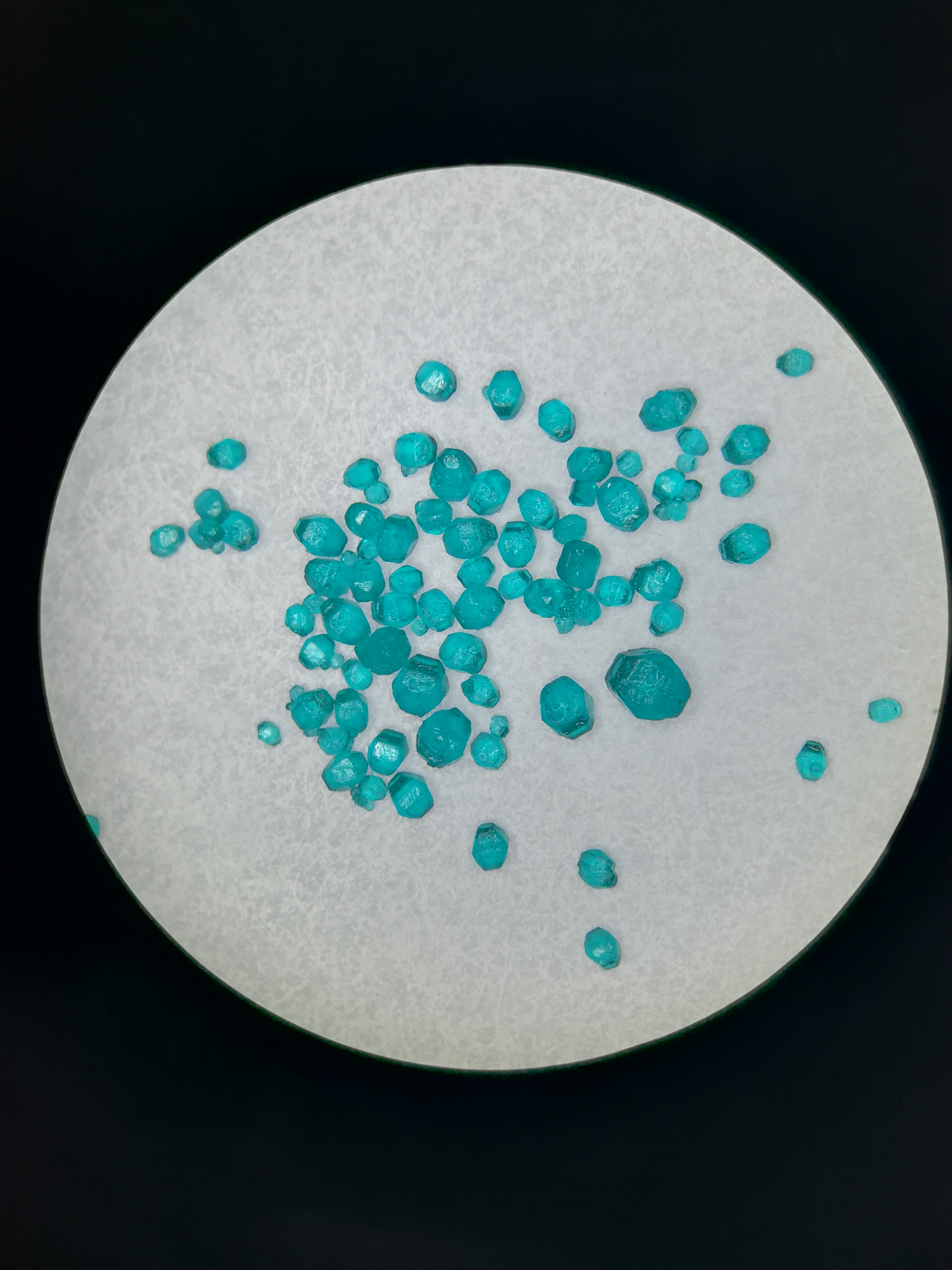
Solfato di nichel esaidrato al microscopio

Il solfato di nichel è il sale di nichel(II) dell'acido solforico, di formula NiSO4.
A temperatura ambiente si presenta come un solido cristallino verde inodore. Può cristallizzare come esa- o eptaidrato. È un composto nocivo, allergenico, pericoloso per l'ambiente.
Era già noto agli alchimisti del XVI secolo col nome di vetriolo verde. Nella forma eptaidrata, costituisce in natura il minerale morenosite.
Il sale esaidrato è presente in due forme cristalline allotropiche: quella alfa, dall'aspetto di cristalli tetragonali blu, e quella beta, dall'aspetto di cristalli monoclini verde smeraldo. La forma alfa, a 53,3 °C si converte irreversibilmente in quella beta. La forma beta, stabile, presenta una densità di 2,07 g/mL e indice di rifrazione 1,1511 in acqua calda; è molto solubile in acqua e in alcol.

## Produzione
Il metodo più diffuso consiste nel far dissolvere il nichel metallico finemente suddiviso in acido solforico, aggiungendo un po'  di acido nitrico per accelerare l'ossidazione del metallo. 
La reazione è più veloce sostituendo il nichel metallico con il carbonato di nichel, che si dissolve prontamente nell'acido solforico liberando anidride carbonica. Evaporando l'acqua in eccesso e concentrando, alla fine il liquido cristallizza nella forma esaidrata beta.
A livello industriale si ottiene facendo reagire a 100 °C il nichel carbonile con diossido di zolfo e ossigeno; il prodotto della reazione è solfato di nichel e ossido di carbonio (CO) che viene allontanato per aspirazione.
Il sale riscaldato a 848 °C si decompone liberando triossido di zolfo e ossido di nichel nero.

## Utilizzi
Il principale utilizzo del solfato di nichel è nel settore elettrochimico, nella nichelatura; nel settore delle rotative industriali; come mordente e catalizzatore; nella preparazione di altri composti del nichel, come agente riducente e nella lucidatura a specchio dell'acciaio.